# Cornelis Drebbel
Cornelis Jacobsz. Drebbel (Alkmaar, 1572 – Londen, 7 november 1633) was een Nederlandse technicus en uitvinder. Hij was actief op vele gebieden. Van graveur ontwikkelde hij zich tot bouwer van allerlei innovaties, zoals fonteinen en "speciale effecten" op maskerades. Drebbel was een pionier op het gebied van meet- en regeltechniek. Tijdens zijn leven was Drebbel al bekend als bouwer van een zogenaamd perpetuum mobile, de eerste microscoop met twee convexe lenzen en een onderzeeboot.

## Leven

### Jeugd
Cornelis is geboren in Alkmaar Verdronkenoord nu nr. 141, waarschijnlijk in het jaar 1572, als zoon van een gegoede familie. Zijn vader en moeder waren Jacob Jansz Drebbel en Hilgont Jans. Boerman.
Hij bezocht een aantal jaren de Latijnse school, maar volgde geen universitaire opleiding. Als jongeman ging hij rond 1592 in de leer bij de beroemde graveur Hendrick Goltzius in Haarlem, die samen met de schrijver en schilder Karel van Mander en de schilder Cornelis Cornelisz van Haarlem een Academie had. Goltzius hield zich ook met alchemie bezig en was wellicht degene die Drebbel hiermee in aanraking bracht. Drebbel trouwde in 1595 met Feijtge (Sophia) Jansdochter, een van Goltzius' jongere zusters, die in Alkmaar woonde. Drebbel graveerde een aantal fraaie prenten: De zeven vrije Kunsten en in 1597 een kaart van de stad Alkmaar. In Alkmaar woonde Drebbel in het huis waar de Hoorn uithangt, hoek Doelenstraat-Koningsweg. Hij werkte als graveur en cartograaf, en was daarnaast uitvinder. In 1598 kreeg hij een octrooi op een pomp en klok met een perpetuum mobile, die op veranderingen in luchtdruk en -temperatuur werkte. Hij gebruikte die om de temperatuur in ovens te regelen. In Middelburg bouwde hij in 1601 een fontein en een jaar later kreeg hij een octrooi op een verbeterde schoorsteen.

### Aan het Britse hof
Einde 1604 vertrok hij met zijn gezin naar Engeland. Zij kregen woonruimte in Eltham Palace in Greenwich. Daar demonstreerde hij zijn perpetuum mobile en klavecimbels die op zonne-energie speelden. Ze ontleenden hun werking aan wisselingen in temperatuur en luchtdruk en waren uiteraard geen perpetua mobilia in de strikte fysische zin van het woord. Drebbels vaardigheden maakten grote indruk. In datzelfde jaar werd hij door Jacobus I (1566-1625) aan het hof aangesteld.
Drebbel kwam in dienst van kroonprins Hendrik Frederik Stuart, prins van Wales, als een van diens leraren. Ook werkte hij waarschijnlijk aan de maskerades die regelmatig werden opgevoerd en waaraan de koning en zijn vrouw Anna deelnamen. Drebbel zou dan de speciale effecten verzorgd hebben, zoals fonteinen, speciale belichting - onweer en bliksem - en pratende beelden, die uit de wand naar voren kwamen.

### Aan het Hof bij keizer Rudolf II in Praag
In 1610 vertrok Drebbel op uitnodiging naar het hof van keizer Rudolf II in Praag. Hij ontmoette daar onder anderen Johannes Kepler, Spranger en Von Aachen. Hij bleef twee jaar in Praag, construeerde er perpetua mobile en mijnpompen, maar nadat Rudolf door zijn broer Matthias was afgezet keerde Drebbel, na een korte gevangenschap, met zijn gezin in 1613 terug naar Londen.

### Terug in Engeland
Terug in Engeland wijdde Drebbel zich aan de optiek.
Hij moest het grootste deel van zijn verdiensten uit Praag nog ontvangen. Bovendien had hij, onder meer omdat zijn patroon prins Henry (1594-1612) na een kort ziekbed was overleden, rond 1613 geen inkomen. Daarom schreef hij, hopend op een nieuwe patroon of sponsor, een brief aan Koning Jacobus I. In die brief bood hij aan een aantal interessante zaken te maken. Zoals een sterke telescoop, een eeuwiglopende klok, muziekinstrumenten en fonteinen die op zonne-energie werken. Deze brief werd door Isaac Beeckman in diens journael gekopieerd en is een belangrijke bron van informatie. In 1619 was Drebbel in staat om samengestelde microscopen te maken. Drebbel toonde de microscoop aan de Nederlandse ambassadeur in Londen, Willem Boreel.

### Contact met Constantijn Huygens en Francis Bacon
In Engeland was Constantijn Huygens, vader van Christiaan, een regelmatige bezoeker van Drebbel. Tussen 1618 en 1624 bezocht Huygens een aantal keren Engeland, als diplomaat in opleiding. Van Drebbel kocht hij een camera obscura en een microscoop. Over de eerste ontmoeting schreef Constantijn Huygens:
Van Drebbel heb ik slechts een glimp mogen opvangen, de geleerde die oogde als een Hollandse boer, maar spreken kon als de wijzen van Samos en Sicilië tezamen.
Mede door deze contacten had Constantijn Huygens een sterke interesse in optica, een interesse die hij overdroeg op zijn zoons. Zijn zoon Christiaan had een boekje van Drebbel in bezit.
Een andere relatie van Drebbel was Sir Francis Bacon. Filosoof, staatsman en bedenker van een nieuwe manier van leren, beschreven in zijn boek Nova Organon en schrijver van het boek Nova Atlantis over een utopische maatschappij, waar 'toegepaste wetenschappen' het leven van de inwoners aangenamer maken. In dat boek komen vele zaken voor die door Drebbel werden geconstrueerd, zoals een zonne-energiesysteem waarmee Londen verwarmd kan worden en waarmee men kan koken, een eierbroedmachine, schoonwatervoorziening, een schip waarmee men onder water kan varen en airconditioning.

## Uitvinder

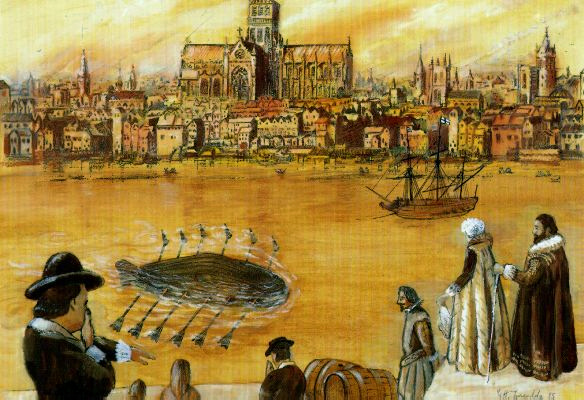
Drebbels onderzeeboot

Drebbel kan vergeleken worden met iemand als Thomas Edison, die, zonder formele wetenschappelijke opleiding, via experimenten een groot aantal uitvindingen tot stand bracht.

### Onderzeeboot
Drebbels bekendste constructie is de onderzeeboot, waarmee hij tussen 1620 en 1624 proeven deed. In zijn model van 1620 voeren twaalf mannen een uur of drie onder het wateroppervlak van de Theems, van de Tower in Londen naar Greenwich. Volgens verslagen van tijdgenoten had Drebbel een onbekende "quintessens". Om opnieuw zuurstof in de onderzeeër te krijgen, heeft Drebbel mogelijk zuurstof gegenereerd door verwarming van salpeter (kaliumnitraat of natriumnitraat) in een metalen pan, een proces waarbij zuurstof vrijkomt. Het zou ook het nitraat veranderd hebben in natrium- of kaliumoxide of hydroxide. Dat kan verklaren waarom Drebbels mannen niet zo sterk werden beïnvloed door de opbouw van kooldioxide als kon worden verwacht. Er zijn echter geen bronnen voor dit vermoeden. Veel van het relaas rond de onderzeeboot is overgeleverd, omdat het werd rondverteld door zijn twee schoonzoons, de gebroeders Kuffler. In het dagboek van Isaac Beeckman werd in 1620 deze eerste onderwatervaart vermeld.

### Microscoop en telescoop
Drebbel ontwierp en gebruikte onder meer een automatische lenzenslijpmachine. Rond 1622 werden Drebbels telescopen en  microscopen door heel Europa verkocht door zijn twee schoonzoons, de gebroeders Kuffler. Zo deed de Fransman Nicolas-Claude Fabri de Peiresc (1580-1637), wetenschapper en staatsman, en een relatie van Galileo Galilei, rond 1622 de eerste waarnemingen met Drebbels microscoop.

### Chemie
Verder hield Drebbel zich bezig met de praktische kant van de alchemie, het destilleren, sublimeren en kristalliseren, en droeg daarmee bij aan de ontwikkeling van een nieuwe tak van wetenschap, de scheikunde. Zo ontwikkelde hij een verbeterde rode kleurstof, op basis van karmijn ofwel cochenille (later meekrap). Volgens de legende morste Drebbel een hoeveelheid kleurstof op een tinnen vensterbank, en ontdekte zo dat de kleur hierdoor veel feller en veel langer houdbaar werd. Hij zette in 1607 zelf een ververij op, maar het waren zijn twee dochters Anna en Catharina en de schoonzoons Abraham en Johannes Sibertus Kuffeler, die in Engeland veel succes hadden met een ververij in Stratford-on-Bow vanaf 1633. Het recept van het color Kufflerianus of Bow dye werd zorgvuldig geheimgehouden en de felrode kleur werd in heel Europa gebruikt in de roodververij-industrie.

Hoewel in de wetenschapsgeschiedenis vaak Joseph Priestley genoemd wordt als de ontdekker van zuurstof, is het waarschijnlijker dat Michael Sendivogius dit 153 jaar eerder al deed. Sendivogius ontdekte dat bij verhitten van salpeter het 'elixer van het leven' vrijkwam: zuurstof. Cornelius Drebbel heeft dit idee wellicht opgepikt en toegepast om zijn duikboot gedurende langere tijd onder water te kunnen laten varen.
Drebbel kreeg in de periode 1625 - 1627 grote opdrachten van de Hertog van Buckingham. Hij bouwde een torpedolanceerinstallatie in schip nr. 3 van de Hertog, die op eigen kosten tien oorlogsschepen had laten bouwen door de Royal Navy. Hij maakte vuurschepen, watermijnen en explosieven voor de expeditie die de Franse belegering van La Rochelle moest breken (1625-28). De laatste jaren van zijn leven was Drebbel nog betrokken bij een droogmakerij rond Cambridge en het ontwerp van een theater in Londen. Ook exploiteerde de familie een bierhuis aan de Thames. Op 7 september 1633 overleed Drebbel.

## Publicaties
- Wonder-vondt van de eeuwige bewegingh, door een eeuwigh bewegende gheest, in een cloot besloten, te weghe ghebroght heeft..., 1607 Alkmaar : uitgever Gerrit Pietersz. Schagen, Regionaal Archief, Alkmaar[22]
- Van de natuere der elementen, 1621[23]
- De Quinta Essentia Tractatus, 1621

## Vernoemd
- Een maankrater (coördinaten 40,9° Z, 49,0° W) draagt de naam Drebbel.[24]
- Het instituut voor mechatronica van de Universiteit Twente is genoemd naar Drebbel.
- Cornelis Drebbel 'speelt' ook in de Nederlandse stripreeks Gilles de Geus door Hanco Kolk en Peter de Wit. Hij wordt er opgevoerd als een soort van maffe uitvinder. Ook komt Drebbel in Star Wars, de animatiefilm Sealab en de film The Four Musketeers (1974) voor.
- Hr.Ms. Cornelis Drebbel is een depotschip bij de Nederlandse onderzeedienst.
- In het Hermitage van St. Petersburg hangt in de Van Dijckzaal een portret dat waarschijnlijk Drebbel voorstelt.[25]
- In de Nederlandse vertaling van Harry Potter heet de Minister van Toverkunst Cornelis Droebel.
- Een straat op de campus van de Technische Universiteit Delft heet Cornelis Drebbelweg.[26]
- Verscheidende Nederlandse plaatsen kennen een Cornelis Drebbelstraat.